# Beto Oliveira
Beto Oliveira é um cineasta, produtor e roteirista brasileiro. Trabalha com cinema e audiovisual desde 2001. Realizador de vários projetos de curta metragem como diretor e produtor. Seu primeiro trabalho em longa metragem foi o filme Cães Famintos lançado em 2016 no Brasil.

## Carreira
Beto Oliveira iniciou seus estudos em jornalismo em 1999, porém abandonou o curso para estudar cinema. Em 2001 começou a trabalhar com projetos audiovisuais e em 2011 realizou seu primeiro filme intitulado "Filmes Bons São Sobre o Amor".
Em 2015 ganhou o Edital Curta Afirmativo, realizando o filme de "Estranho Ímpar", e em 2016 realizou seu primeiro longa metragem para cinema intitulado Cães Famintos

## Trabalhos

### Filmografia
| Ano  | Título                                        |
| ---- | --------------------------------------------- |
| 2011 | Filmes Bons São Sobre o Amor ( Short, Ficção) |
| 2012 | Subversivos ( Short, Ficção)                  |
| 2015 | Lugar (Short, Doc)                            |
| 2016 | Estranho Ímpar ( Short, Ficção )              |
| 2008 | Cães Famintos (Longa, Ficção)                 |
|      |                                               |